# Tacaimbó
Tacaimbó est une municipalité brésilienne située dans l'État du Pernambouc.